# Independence Day
Independence Day (Portugal/PALOP: O Dia da Independência; Brasil: Independence Day) é um filme estadunidense de 1996, do gênero ficção científica militar e de catástrofe, dirigido por Roland Emmerich, que co-escreveu o roteiro junto com Dean Devlin. O filme conta com diversos atores que incluem Will Smith, Bill Pullman, Jeff Goldblum, Mary McDonnell, Judd Hirsch, Margaret Colin, Randy Quaid, Robert Loggia, James Rebhorn e Harvey Fierstein.
O filme centra sua história em uma hipotética invasão alienígena à Terra, focando num grupo heterogêneo de pessoas no deserto de Nevada que, junto com o resto da população mundial, participa de uma última chance de contra-ataque contra os extraterrestres no dia 4 de julho, mesma data do feriado do Dia da Independência dos Estados Unidos.
Enquanto promovia Stargate na Europa, Roland Emmerich concebeu o filme enquanto respondia a uma pergunta sobre sua crença na existência de vida alienígena. Ele e Devlin decidiram estudar um ataque em grande escala, uma vez que notaram que os alienígenas, na maioria dos filmes de ficção, viajam longas distâncias no espaço sideral apenas para permanecerem ocultos ao chegar à Terra. As filmagens começaram em 28 de julho de 1995, na cidade de Nova York, e o filme foi concluído em 8 de outubro de 1995.
Considerado um ponto de virada significativo na história dos blockbusters de Hollywood, Independence Day esteve na vanguarda do cinema catástrofe em grande escala e estimulou o grande retorno do gênero ficção científica nos cinemas em meados da década de 1990. Foi lançado mundialmente em 3 de julho de 1996, embora tenha iniciado suas exibições em 2 de julho (o mesmo dia em que a história do filme começa) nos Estados Unidos como resultado de um alto nível de expectativa entre a audiência. Embora tenha sido recebido de maneira mista pela crítica especializada, o filme arrecadou mais de US$ 817,4 milhões em todo o mundo, tornando-se o filme de maior bilheteria de 1996 e o segundo filme de maior bilheteria de todos os tempos até então, atrás de Jurassic Park (1993). O filme foi premiado com o Óscar de Melhores Efeitos Visuais além de receber uma indicação para Melhor Som. Ganhou ainda uma sequência intitulada Independence Day: Resurgence, lançada vinte anos depois.

## Enredo
O filme aborda uma maciça invasão alienígena na Terra, onde um imenso objeto com um quarto da massa da Lua é identificado na órbita do planeta no dia 2 de julho. Logo em seguida, todas as emissoras de TV começam a transmitir com grandes falhas, como interferências, chuviscos e distorções. O operador de TV a cabo, David Levinson detecta um estranho sinal no sistema de satélites terrestre. Enquanto isso, em Washington, o presidente Thomas J. Withmore reúne-se com o General Grey, o Secretário de Defesa dos Estados Unidos e a assessora de imprensa, Constance Spano, e inicialmente concordam que o objeto seja um cometa ou um meteoro. O Serviço Secreto dos Estados Unidos informa que o objeto tinha se colocado na órbita da Terra, e uma parte dele havia se "quebrado" em 36 pedaços, que embora fossem pequenos em relação ao corpo inicial, tinham mais de vinte quilômetros de diâmetro. Estes objetos desconhecidos rapidamente começam a adentrar na atmosfera e aparecem em algumas regiões da Terra, como no Deserto Setentrional Iraquiano, na Costa da Califórnia, na cidade de Novosibirsk, Rússia e outras localidades. Logo as 36 naves começam a se posicionar sobre importantes edifícios das grandes metrópoles do mundo, como Nova Iorque (Empire State Building), Washington, DC (Casa Branca), Los Angeles (US Bank Tower), Toronto (Torre CN) Nova Deli, Agra (Taj Mahal), Paris (Torre Eiffel), Londres (Big Ben), Moscou (Catedral de São Basílio), Berlim (Torre Alex), Tóquio (Dieta Nacional), Roma (Basílica de São Pedro) e Jerusalém (Cúpula da Rocha).
O Capitão Hiller é chamado para trabalhar no meio do feriado, devido ao aparecimento das espaçonaves. David liga para Constance, que era sua antiga namorada, pedindo ajuda, mas ela o ignora. Então, procura a ajuda do pai, Julius Levinson, para ir até Washington conversar com o presidente. Já em Washington, David telefona para o número particular de Constance e consegue acesso a Casa Branca. Enquanto isso, a Força Aérea dos Estados Unidos é chamada para uma missão de reconhecimento e boas-vindas a nave que paira sobre Washington. Apesar das desavenças antigas que tinha com o presidente por achar que ele tinha um caso com Constance, David consegue avisá-lo de que os ETs estão se preparando para um ataque e recomenda Withmore a evacuar as grandes cidades. Neste mesmo momento, os alienígenas respondem às mensagens de boas-vindas, destruindo os helicópteros da Força Aérea. Os alienígenas lançam em sequência um ataque sobre os principais edifícios das cidades, destruindo-as totalmente. O presidente, David, Constance e praticamente todos conseguem sair de Washington a tempo, antes que a cidade fosse destruída. Em Los Angeles, Jasmine Dubrow, esposa de Hiller, seu filho Dylan e seu cão Boomer, conseguem se livrar da explosão entrando num abrigo para pedreiros dentro de um túnel. Entretanto, a Primeira-dama Marilyn Whitmore não consegue sair a tempo e é atingida pela explosão.
A 3 de Julho, uma contraofensiva aérea é lançada contra as naves destruidoras sem sucesso, devido ao fato de estas possuírem escudos de proteção. Hiller consegue escapar de uma nave alienígena durante uma missão e consegue capturar um dos ETs para levar até o Presidente. Com a notícia de que o Comando de Defesa Aérea foi destruído, matando o vice-presidente e todos os senadores, o Secretário de Defesa sugere um contra-ataque nuclear. Ocorre uma grande confusão, que culmina com a descoberta que a nave que caiu em Roswell em 1947 era, na verdade, um Caça alienígena do mesmo exército dos invasores. Então, todos são levados à Área 51, a base militar mais secreta do planeta. O alienígena capturado por Hiller é levado para estudos na mesma base e, durante esta, ataca os cientistas e lança um ataque psicótico contra o Dr. Okun. Quando questionado pelo presidente sobre os motivos de estar invadindo a Terra, lança um novo ataque contra o presidente. Os militares matam o alienígena a tiros. O presidente, então, decide lançar um contra-ataque nuclear, aviões b-2 disparam um míssil nuclear contra a nave em Houston, porém, este também falha, devido aos escudos das naves. Enquanto isso, Jasmine e alguns outros sobreviventes, incluindo a primeira-dama, vão para a base militar de El Toro e a veem destruída. Hiller, entretanto, chega à base e consegue levar os sobreviventes para a Área 51. O presidente fica feliz em rever sua mulher, porém descobre que ela tem uma hemorragia interna incurável e acaba morrendo.
A 4 de Julho, o Dia da Independência dos Estados Unidos, David consegue elaborar um vírus de computador capaz de desativar os escudos das naves. Ele e Hiller usam a nave capturada nos anos 40 para irem até a nave-mãe alienígena, que se encontra na órbita terrestre. De lá, eles lançam no sistema alienígena o vírus, que desativa os escudos das naves e permite que os exércitos do mundo todo ataquem com sucesso as naves alienígenas. O exército que é enviado para destruir a nave que pairava sobre a Área 51 falha, porém, Russel Case, após se despedir de seus filhos, lança seu avião contra a arma principal da nave e consegue destruí-la. Logo depois, David e Hiller disparam um míssil nuclear no cockpit da nave-mãe e a destroem. Toda a civilização da Terra se alegra pelos exércitos terem destruído os alienígenas, e, na cena final, os principais personagens do filme se reúnem para ver os destroços da nave-mãe adentrando à atmosfera.

## Elenco
- Bill Pullman — Presidente Thomas J. Whitmore
- Will Smith — Capitão Steven “Steve” Hiller
- Jeff Goldblum — David Levinson
- Judd Hirsch — Julius Levinson
- Margaret Colin — Constance Spano
- Mary McDonnell — Primeira Dama Marilyn Whitmore
- Vivica A. Fox — Jasmine Dubrow
- Randy Quaid — Russell Casse
- Robert Loggia — General William Grey
- Harvey Fierstein — Marty Gilbert
- Adam Baldwin — Major Mitchell
- Brent Spiner — Dr. Brackish Okun
- James Duval — Miguel Casse
- Lisa Jakub — Alicia Casse
- Giuseppe Andrews — Troy Casse
- Harry Connick, Jr. — Capitão Jimmy Wilder
- James Rebhorn — Albert Nimzicki
- Randy Oglesby — Mike Dodge
- Richard Speight Jr. — Ed
- John Bradley — Lucas
- Ross Bagley — Dylan Dubrow
- Mae Whitman — Patricia Whitmore
- Kiersten Warren — Tiffany
- Devon Gummersall — Philip
- Bobby Hosea — Major Danowitz
- Michael Vacca — Tenente Peterson
- John Capodice — Mario
- Jack Moore — Stoney Jackson
- Anthony Crivello — Lincoln
- Barbara Beck — Monica Soloway
- Ernie Anastos — Rex Black
- Rance Howard — Chaplain
- Jon Matthews — Thomson
- Pat Skipper — Redneck
- Mike Monteleone — Butler
- Bill Smitrovich — Tenente Coronel Watson
- Joyce Cohen — Kim Peters
- John Storey — Dr. Isaacs
- Frank Novak — Teddy
- Lincoln D. Hiatt — Colin Barclay
- Gary A. Hecker — Voz do alien

## Produção

### Desenvolvimento

Logotipo oficial do filme.

A ideia do filme surgiu quando Roland Emmerich e Dean Devlin estavam na Europa promovendo seu filme Stargate. Um repórter perguntou a Emmerich por que ele fez um filme com um conteúdo como Stargate se ele não acreditava em alienígenas. Emmerich afirmou que ainda estava fascinado com a ideia de uma chegada alienígena e explicou ainda mais sua resposta pedindo ao repórter que imaginasse como seria acordar uma manhã e descobrir que naves espaciais de quinze milhas de largura estavam pairando sobre as maiores cidades do planeta. Emmerich então se virou para Devlin e disse: "Acho que tenho uma ideia para nosso próximo filme".
Emmerich e Devlin decidiram expandir a ideia incorporando um ataque em larga escala, com Devlin dizendo que estava incomodado com o fato de que "na maior parte, em filmes de invasão alienígena, eles [os extraterrestres] descem à Terra e ficam escondidos à espreita esperando uma oportunidade para atacar, ou quando o fazem pegam as pessoas pelas costas”. Emmerich concordou perguntando a Devlin caso ele fosse um alienígena: "você se esconderia em uma fazenda ou faria uma grande entrada?" Os dois escreveram o roteiro durante um mês enquanto estavam de férias no México e apenas um dia depois de enviá-lo para apreciação, o presidente da 20th Century Fox, Peter Chernin, aprovou o projeto. A pré-produção começou apenas três dias depois, em fevereiro de 1995. As Forças Armadas dos Estados Unidos originalmente pretendiam fornecer pessoal, veículos e figurinos para o filme; no entanto, eles desistiram quando os produtores se recusaram a remover as referências da Área 51 do roteiro.
Um recorde de mais de 3.000 tomadas de efeitos especiais seria necessário para o filme. A filmagem utilizou efeitos especiais naturais das câmeras com mais frequência do que efeitos gerados por computador em um esforço para economizar dinheiro e obter resultados pirotécnicos mais autênticos. Muitas dessas tomadas foram realizadas nas dependências da Hughes Aircraft em Culver City, Califórnia, onde o departamento de arte do filme, as equipes de fotografia de controle de movimento, a equipe de pirotecnia e a loja de modelos estavam sediados. O departamento de modelagem da produção construiu mais do que o dobro de miniaturas para a produção do que já havia sido construído para qualquer filme antes, criando miniaturas para edifícios, ruas das cidades, aeronaves, marcos e monumentos. Os produtores também construíram miniaturas para várias das espaçonaves apresentadas no filme, incluindo um modelo de contratorpedeiro de 30 pés (9,1 m) e uma versão da nave-mãe com 12 pés (3,7 m). As ruas das cidades foram recriadas e, em seguida, inclinadas para cima sob uma câmera de alta velocidade montada em um andaime filmando para baixo. Uma explosão seria iniciada abaixo do modelo e as chamas subiriam em direção à câmera, envolvendo o modelo inclinado e criando a aparência de "parede de destruição" rolante vista no filme. Um modelo da Casa Branca também foi criado, cobrindo 10 pés (3,0 m) por 5 pés (1,5 m), e foi usado em tomadas de perspectiva forçada antes de ser destruído de maneira semelhante para sua cena de destruição. A detonação levou uma semana para ser planejada e exigiu 40 cargas explosivas.
Os alienígenas do filme foram desenhados pelo desenhista de produção Patrick Tatopoulos. Os extraterrestres no filme são diminutos e baseados em um design que Tatopoulos desenhou quando encarregado por Emmerich de criar um alienígena que fosse "familiar e completamente original". Essas criaturas usam trajes "biomecânicos" baseados em outro design que Tatopoulos apresentou a Emmerich; esses trajes tinham 2,4 m de altura, equipados com 25 tentáculos e projetados propositadamente para mostrar que não podiam sustentar uma pessoa dentro, para que não parecesse ser um "homem de terno".
Christopher Weaver, fundador da editora de videogames Bethesda Softworks, consultou a equipe de produção do filme, Centropolis Films, e forneceu colaboração científica. Dean Devlin usou Weaver como base para criar o personagem do filme David Levinson.

### Filmagens

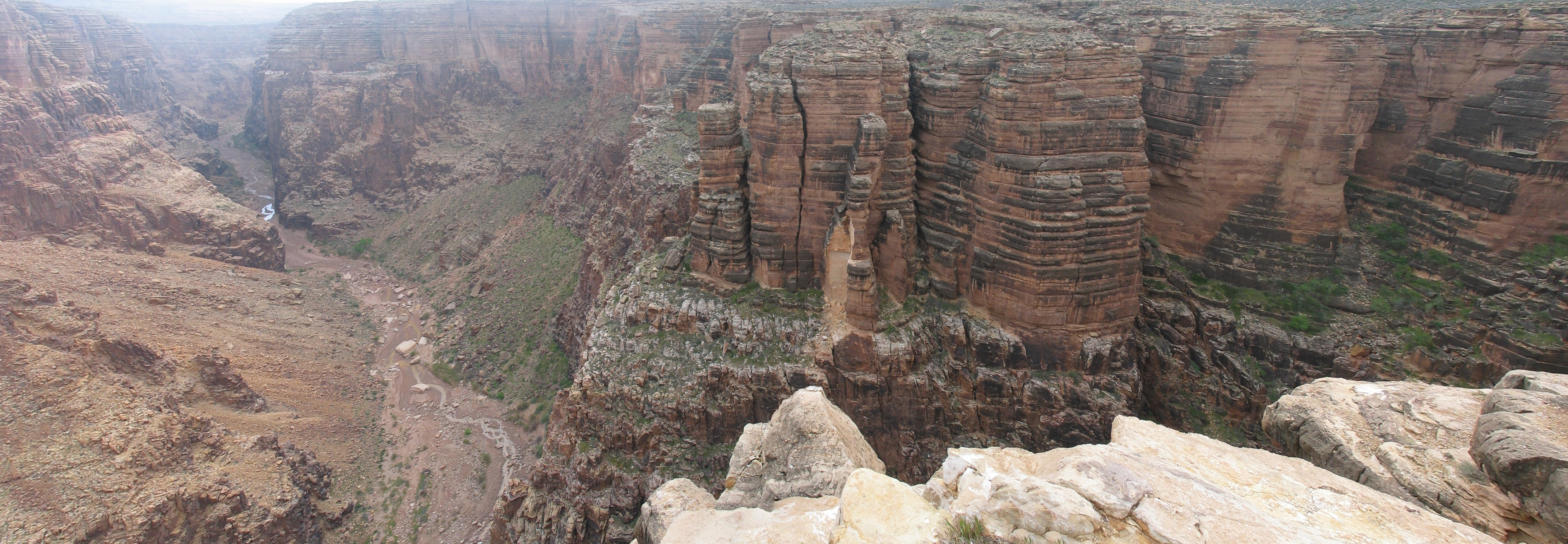
Uma aeronave de treinamento da Segunda Guerra Mundial com uma câmera montada em sua frente navegou pelas paredes dos cânions do Rio Little Colorado, com as filmagens sendo utilizadas como visão do ponto de vista do piloto Hiller durante a cena da fuga das naves extraterrestres.

As filmagens tiveram início em 28 de julho de 1995, na cidade de Nova York. Uma segunda unidade reuniu fotos de placas e planos de estabelecimento de Manhattan, Washington, uma comunidade de trailers em Flagstaff, no Arizona, e o Very Large Array nas planícies de San Agustin, Novo México. A equipe principal também filmou nas proximidades de Cliffside Park, Nova Jersey, antes de se mudar para a antiga usina Kaiser Steel em Fontana, Califórnia, para filmar as sequências pós-ataque em Los Angeles. A produção então se mudou para Wendover, Utah, e West Wendover, Nevada, estendendo as filmagens para Imperial Valley e o Aeroporto de Wendover, onde foram rodadas as cenas externas da base militar El Toro e da Área 51. Foi nesta locação que Bill Pullman rodou a cena de seu discurso motivacional pré-batalha. Antes de filmar a cena, Devlin e Pullman decidiram acrescentar a frase "Hoje comemoramos nosso Dia da Independência!" ao final do discurso do presidente. Na época, a produção foi apelidada de "ID4" porque a Warner Bros. detinha os direitos do título por conta de um filme de 1983 que também se chama "Independence Day"; Devlin esperava que, se os executivos da Fox soubessem explorar o teor dessa cena, o impacto do novo diálogo os ajudaria a conquistar os direitos do título. Pullman declarou em uma entrevista em 2020 que a Fox pretendia usar o título "Doomsday" para o lançamento do filme para combinar com outros filmes de desastre da época, e Devlin e Emmerich esperavam que o impacto dessa cena da fala do presidente Thomas no filme ajudasse a Fox a ganhar moralmente os direitos de título do filme; os direitos do nome Independence Day acabou sendo conquistado pelo estúdio duas semanas depois.
A equipe de produção mudou-se para Bonneville Salt Flats para filmar três cenas, depois voltou para a Califórnia para filmar em vários lugares ao redor de Los Angeles, incluindo os hangares da Hughes Aircraft, onde os cenários para a empresa de TV a cabo e os interiores da Área 51 foram construídos em uma antiga fábrica de aeronaves. Os conjuntos para esta última locação incluíam corredores contendo janelas cobertas com material azul. Os cineastas originalmente pretendiam usar a técnica de chroma key para fazer parecer que uma atividade estava acontecendo do outro lado do vidro, mas as imagens compostas não foram adicionadas à impressão final porque os designers de produção decidiram que os painéis azuis davam aos cenários um "olhar clínico". O hangar onde foram rodadas as cenas dos ataques alienígenas continha uma réplica em maquete de 65 pés (20 m) de largura que levou quatro meses para ser construída. Os conjuntos de interiores da Casa Branca usados já haviam sido construídos anteriormente para as filmagens de The American President e Nixon (ambos lançados em 1995). O filme teve suas filmagens encerradas em 8 de outubro de 1995, após 72 dias de gravações.
O filme inicialmente mostrava Russell Casse sendo rejeitado como voluntário para a contra-ofensiva aérea de 4 de julho por causa de seu alcoolismo. Ele então usaria um míssil roubado amarrado a seu biplano vermelho para realizar sua missão suicida. De acordo com Dean Devlin, o público de teste respondeu bem à ironia da cena e ao valor cômico. No entanto, a cena foi refeita para incluir a aceitação de Russell como voluntário, seu curso intensivo sobre pilotar caças modernos e ele pilotando um F/A-18 em vez do biplano. Devlin preferiu realizar essas alterações para que a decisão de Russell de sacrificar sua vida fizesse mais sentido no filme, além do fato de ver um biplano mantendo o ritmo e voando entre os velozes F/A-18 seria "simplesmente inacreditável".

### Música
A trilha sonora do filme foi composta por David Arnold. Uma vez que Arnold era da Inglaterra, o produtor do filme, Dean Devlin, comentou: "você pode deixar para um britânico escrever algumas das músicas mais estimulantes e patrióticas da história do cinema americano". A trilha sonora recebeu dois lançamentos oficiais em CD. A RCA lançou um álbum de 50 minutos na época do lançamento do filme e, em 2010, a La-La Land Records lançou uma edição limitada de dois CDs com a trilha sonora completa junto com mais 12 faixas alternativas. Durante o evento de relançamento do filme, no Royal Albert Hall em 2016, a trilha sonora do filme original foi tocada ao vivo para uma exibição do longa. O evento comemorou o vigésimo aniversário de lançamento do filme e também contou com uma palestra pré-filme de David Arnold.

## Lançamento

### Teatral

A cena da destruição da Casa Branca foi um dos maiores focos da campanha de marketing do filme. Um helicóptero em fuga foi adicionado à ela no filme final.

Enquanto o filme ainda estava em pós-produção, a Fox iniciou uma cara campanha de marketing para ajudar a promover o filme, começando com a veiculação de um comercial dramático durante o Super Bowl XXX, pelo qual pagou US$ 1,3 milhão. O subsequente sucesso de bilheteria do filme resultou em uma tendência de usar os intervalos comerciais do Super Bowl dos anos seguintes para iniciar as campanhas publicitárias de potenciais sucessos de bilheteria posteriores.
A divisão de licenciamento e merchandising da Fox também fez acordos de co-promoção com a Apple. O projeto de co-marketing foi apelidado de "O poder para salvar o mundo", na qual as empresas usaram imagens de David usando seu laptop PowerBook 5300 em seus anúncios de televisão. A empresa de brinquedos Trendmasters entrou em um acordo de merchandising com os produtores do filme para criar uma linha de brinquedos tie-in baseada em Independence Day. Em troca de publicidade indireta, a Fox também fez acordos co-promocionais com a Molson Coors Beverage Company e a Coca-Cola.
O filme foi comercializado com vários slogans, incluindo: "Sempre acreditamos que não estávamos sozinhos. Em 4 de julho, desejaríamos estar", "Terra. Dê uma boa olhada. Pode ser a última" e "Não faça planos para agosto". No fim de semana anterior ao lançamento do filme, a Fox Network exibiu um especial de meia hora sobre o filme, com a primeira parte do programa sendo uma paródia das notícias sobre os eventos que acontecem no filme. O crítico de cinema Roger Ebert atribuiu a maior parte do sucesso inicial do filme a seus trailers e campanhas de marketing, definindo-os como "verdadeiramente brilhantes".
O filme teve sua primeira exibição oficial realizada no agora extinto Mann Plaza Theatre de Los Angeles em 25 de junho de 1996. Em seguida, foi exibido em particular na Casa Branca para o presidente Bill Clinton e sua família antes de receber um lançamento nacional nos cinemas dos Estados Unidos em 2 de julho de 1996, um dia antes da data programada anteriormente.

### Mídia doméstica

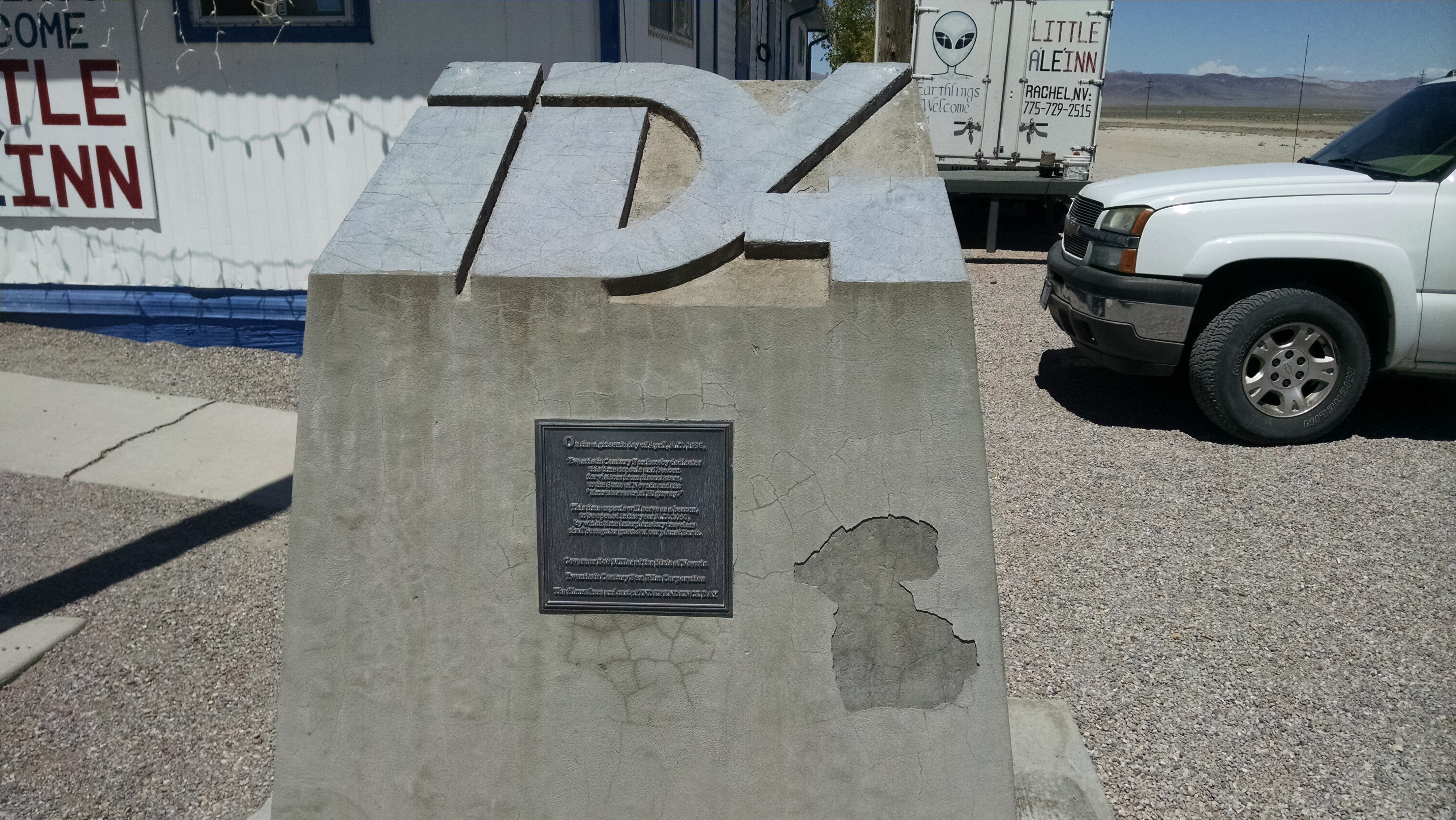
Cápsula do tempo do filme em Rachel, Nevada.

Após uma campanha de marketing que custou US$ 30 milhões de seis semanas, Independence Day foi lançado em um VHS com um certificado da THX em 22 de novembro de 1996. Ao mesmo tempo, um LaserDisc foi disponibilizado, incluindo comentários em áudio, trailers de cinema, cenas deletadas e um CD que incluiu a trilha sonora do filme. O filme vendeu 22 milhões de cópias do VHS na América do Norte, tornando-se a segunda maior vendagem de VHS de um filme em live-action de todos os tempos até então (atrás apenas de Jurassic Park, de 1993).
O filme foi disponibilizado pela primeira vez em DVD em 27 de junho de 2000 e, desde então, foi relançado em várias versões diferentes desse formato com material suplementar variado, incluindo uma versão em que foi embalado com uma capa lenticular. Uma edição especial do filme também foi incluída no DVD, que apresenta nove minutos de cenas adicionais não vistas no lançamento original dos cinemas. Uma versão em DVD do filme foi lançada junto com Cast Away em 21 de maio de 2002. Independence Day ganhou seu primeiro lançamento em Blu-ray no Reino Unido em 24 de dezembro de 2007, na Austrália em 5 de março de 2008 e na América do Norte em 11 de março de 2008. Em seu vigésimo aniversário em 2016, o filme foi relançado em Blu-ray e DVD de dois discos, Blu-ray 4K Ultra HD e Digital HD; essas edições do 20º aniversário apresentam tanto as versões teatral quanto a estendida, além de todos os extras dos lançamentos em DVDs anteriores.

### Censura
No Líbano, certos conteúdos relacionados a judeus e a Israel no filme foram censurados. Uma cena envolvia o personagem de Judd Hirsch vestindo uma quipá e liderando soldados e funcionários da Casa Branca em uma oração judaica. Outras imagens removidas mostraram tropas israelenses e árabes trabalhando juntas na preparação para combater a invasão alienígena. O grupo militante islâmico xiita libanês Hezbollah pediu aos muçulmanos que boicotassem o filme, descrevendo-o como "propaganda para o chamado gênio dos judeus e sua preocupação com a humanidade". Em resposta, o ator judeu Jeff Goldblum disse: "Acho que o Hezbollah não entendeu. O filme não é sobre judeus americanos salvando o mundo; é sobre trabalho em equipe entre pessoas de diferentes religiões e nacionalidades para derrotar um inimigo comum".

### Lançamento do vigésimo aniversário
O filme ganhou um relançamento limitado nos cinemas estadunidenses durante seu vigésimo aniversário após uma apresentação especial da exibição orquestral ao vivo da trilha sonora do filme no Royal Albert Hall em 22 de setembro de 2016. A Orquestra Filarmônica Real, conduzida pelo maestro Nicholas Dodd, executou a partitura ao vivo durante o filme com o compositor da trilha do filme David Arnold sendo o apresentador do evento.

## Recepção

### Bilheteria

Uma das criaturas do filme numa capa da revista Time de 1996.

Independence Day se tornou o filme de maior bilheteria de 1996, superando Twister e Missão Impossível. O filme teve sua exibição prévia em 2 de julho de 1996, arrecadando US$ 11,1 milhões em 2.433 cinemas. Nessa altura, teve a maior pré-abertura de qualquer filme, quebrando o recorde de Die Hard 2 que já durava seis anos. No dia seguinte, 3 de julho, o filme estreou oficialmente ao público com US$ 17,4 milhões acumulados. Durante seu segundo dia de lançamento, arrecadou US$ 17,3 milhões, transformando-se na maior receita bruta numa quinta-feira, mantendo esse recorde por seis anos, até ser superado por Star Wars: Episódio II – Ataque dos Clones em 2002. O filme terminou sua primeira semana em cartaz acumulando US$ 104,3 milhões, incluindo US$ 96,1 milhões durante a abertura do feriado de cinco dias e US$ 50,2 milhões durante o fim de semana de estreia. Independence Day permaneceu no primeiro lugar das bilheterias por três semanas consecutivas antes de ser ultrapassado por Tempo de Matar. Além disso, bateu o recorde de Terminator 2: Judgment Day de maior bilheteria numa quarta-feira de cinco dias de qualquer filme, bem como o maior fim de semana de estreia em julho. O total combinado para a abertura de cinco dias na quarta-feira aumentou para US$ 190 milhões, destronando o recorde de US$ 158,6 milhões de Toy Story. Além disso, o filme teve o segundo maior final de semana de abertura de qualquer filme, atrás de Batman Forever. Todos os três filmes quebraram recordes estabelecidos por Jurassic Park três anos antes, cujo sucessor, The Lost World: Jurassic Park, retomou os mesmos recordes quando foi lançado em 1997. No mesmo ano, Men in Black ultrapassou Independence Day no maior final de semana de abertura de julho e o maior fim de semana de abertura de quatro dias de julho. Apesar disso, o filme continuaria a deter o recorde de maior abertura de quarta-feira de quatro de julho de cinco dias até Men in Black II ser lançado em 2002.
O filme acumulou mais de US$ 150 milhões em doze dias, tornando-se o filme mais rápido a bater tal marca. Em 21 dias, tornou-se o filme mais rápido a atingir a marca de US$ 200 milhões. O filme manteria esse recorde por três anos, até ser superado por Star Wars: Episódio I – A Ameaça Fantasma em 1999. No final de julho de 1996, Independence Day havia perdido 38% de sua audiência, mas foi capaz de superar Os Caça-Fantasmas, Aladdin, Mrs. Doubtfire e Ghost, tornando-se até então a décima quarta maior bilheteria doméstica de todos os tempos naquele mesmo mês. O filme bateu US$ 230 milhões em seu primeiro mês de lançamento, e em 9 de agosto, ultrapassou a marca de US$ 250 milhões. No meio daquele mês, conseguiu subir mais algumas posições e tornou-se a oitava maior bilheteria doméstica ao superar Tubarão.
Independence Day arrecadou US$ 306.169.268 nos Estados Unidos e Canadá e US$ 511.231.623 em outros países durante sua exibição nos cinemas. Seu total mundial foi de US$ 817.400.891; o filme conseguiu ultrapassar O Rei Leão e se estabeleceu como a segunda maior bilheteria mundial dos cinemas perdendo apenas para Jurassic Park. Por mais de vinte anos, o filme deteria o recorde de maior bilheteria estrelado por Will Smith até 2019, quando foi superado pela versão em live-action de Aladdin. No Reino Unido, o filme arrecadou £ 7.005.905 no fim de semana de estreia (incluindo £ 939.022 em prévias), superando o recorde de Jurassic Park de £ 4,9 milhões. O filme também arrecadou um recorde de US$ 10,5 milhões em seu fim de semana de estreia na Alemanha. O site Box Office Mojo estima que o filme vendeu mais de 69,2 milhões de ingressos nos Estados Unidos e Canadá. Na esperança de repetir o sucesso financeiro do filme, vários estúdios lançaram filmes de desastres em grande escala após Independence Day e o já crescente interesse na mídia relacionada à ficção científica aumentou ainda mais com a popularidade do filme.
Um mês após o lançamento do filme, designers de joias e consultores de marketing relataram um aumento no interesse por joias com desenho de golfinho, já que a personagem Jasmine, vivida pela atriz Vivica A. Fox, usa brincos de golfinho em Independence Day, além de ser presenteada com uma aliança de casamento com um golfinho dourado.

### Crítica
O agregador de críticas Rotten Tomatoes relata que 67% dos 79 críticos pesquisados deram uma crítica positiva ao filme, a classificação média é 6,6/10; o consenso crítico do site diz: "Embora tenha um enredo tênue assim como o desenvolvimento de seus personagens, Independence Day é um filme de verão emocionante e cheio de espetáculos". No Metacritic, o filme tem a pontuação 59/100 com base em 19 críticas, indicando "resenhas mistas ou médias". O público dos cinemas consultado pelo CinemaScore deu ao filme uma nota média "A" em uma escala de "A+" a "F".
Os críticos de cinema comentaram que o filme tem personagens "de papelão" e "estereotipados", e diálogos fracos. No entanto, a cena da destruição da Casa Branca foi declarada um marco nos efeitos visuais e uma das cenas mais memoráveis da década de 1990. Em uma enquete de 2010, os leitores da Entertainment Weekly classificaram-no como o segundo maior filme de verão dos últimos vinte anos, ficando atrás apenas de Jurassic Park.
O crítico de cinema Mick LaSalle, do jornal San Francisco Chronicle, deu ao filme sua classificação mais alta, classificando-o como a "apoteose" dos filmes de aventura. Lisa Schwarzbaum, da Entertainment Weekly, deu a Independence Day uma nota B+ por estar à altura de seu enorme "hype", acrescentando que "charme é a principal característica contemporânea deste épico. O roteiro é espirituoso, conhecedor e legal". Oito anos depois, a mesma Entertainment Weekly classificaria o filme como um dos melhores filmes de desastre de todos os tempos. Kenneth Turan do Los Angeles Times sentiu que o filme fez um "excelente trabalho ao transmitir a incompreensível imensidão dos veículos extraterrestres [...] e o pânico nas ruas" e alegou que as cenas do ataque alienígena são "perturbadoras e completamente convincentes".
No entanto, as conotações nacionalistas do filme foram amplamente contestadas por críticos mundo afora. A revista britânica Movie Review UK descreveu o filme como "uma mistura de elementos de uma ampla variedade de filmes de invasão alienígena e jingoísmo americano entusiasmado". O discurso no filme durante o qual o presidente Whitmore afirma que a vitória na guerra que se aproxima fará com que o mundo inteiro de agora em diante descreva o 4 de julho como o "Dia da Independência", foi descrito em uma crítica da BBC como "o solilóquio mais pomposo de cair o queixo já feito em um filme mainstream de Hollywood". Em 2003, os leitores da Empire elegeram a cena como o "Momento Mais Extravagante de Todos os Tempos"; por outro lado, o crítico da revista, Kim Newman, deu ao filme uma classificação de cinco estrelas na crítica original da revista em 1996.
Vários outros críticos expressaram desapontamento com a qualidade dos efeitos especiais do filme. David Ansen, da Newsweek, afirmou que os efeitos especiais de Independence Day não eram de melhor calibre do que aqueles vistos dezenove anos antes em Star Wars: Episódio IV – Uma Nova Esperança. Todd McCarthy, da revista Variety, sentiu que a abordagem consciente do orçamento da produção resultou em cenas "extravagantes" que careciam de qualidade em relação aos efeitos presentes nos filmes dirigidos por James Cameron e Steven Spielberg. Em sua revisão, Roger Ebert notou uma falta de imaginação na nave espacial e nos desenhos das criaturas alienígenas. Gene Siskel expressou os mesmos sentimentos em sua crítica do filme ao programa de TV At the Movies.

### Prêmios e indicações
| Cerimônia                                   | Categoria                                                      | Recipiente(s)                                             | Resultado |
| ------------------------------------------- | -------------------------------------------------------------- | --------------------------------------------------------- | --------- |
| CAS Awards                                  | Melhor Som                                                     | Chris Carpenter, Bob Beemer, Bill W. Benton e Jeff Wexler | Indicado  |
| Óscar                                       | Melhor som                                                     | Chris Carpenter, Bob Beemer, Bill W. Benton e Jeff Wexler | Indicado  |
| Óscar                                       | Melhores efeitos visuais                                       | Volker Engel, Douglas Smith, Clay Pinney e Joe Viskocil   | Venceu    |
| Czech Lion Awards                           | Filme de maior sucesso nos Cinemas                             | Roland Emmerich                                           | Venceu    |
| Prêmio Saturno                              | Melhores efeitos especiais                                     | Volker Engel, Douglas Smith, Clay Pinney e Joe Viskocil   | Venceu    |
| Prêmio Saturno                              | Melhor filme de ficção científica                              | Dean Devlin                                               | Venceu    |
| Prêmio Saturno                              | Melhor diretor                                                 | Roland Emmerich                                           | Venceu    |
| Prêmio Saturno                              | Melhor roteiro                                                 | Roland Emmerich e Dean Devlin                             | Indicado  |
| Prêmio Saturno                              | Melhor figurino                                                | Joseph A. Porro                                           | Indicado  |
| Prêmio Saturno                              | Melhor ator coadjuvante em cinema                              | Brent Spiner                                              | Indicado  |
| Prêmio Saturno                              | Melhor atriz coadjuvante em cinema                             | Vivica A. Fox                                             | Indicado  |
| Prêmio Saturno                              | Melhor ator jovem                                              | James Duval                                               | Indicado  |
| Prêmio Saturno                              | Melhor música                                                  | David Arnold                                              | Indicado  |
| Prêmio Saturno                              | Melhor ator em cinema                                          | Jeff Goldblum                                             | Indicado  |
| Prêmio Saturno                              | Melhor ator em cinema                                          | Will Smith                                                | Indicado  |
| Nickelodeon Kids' Choice Awards             | Ator de cinema favorito                                        | Will Smith                                                | Indicado  |
| Nickelodeon Kids' Choice Awards             | Filme favorito                                                 | —                                                         | Venceu    |
| Prémio Hugo                                 | Melhor apresentação dramática                                  | —                                                         | Indicado  |
| Young Artist Awards                         | Melhor ator jovem (10 anos ou menos)                           | Ross Bagley                                               | Indicado  |
| Prémios People's Choice                     | Filme dramático favorito                                       | —                                                         | Venceu    |
| MTV Movie Awards                            | Melhor sequência de ação                                       | Aliens blow up cities                                     | Indicado  |
| MTV Movie Awards                            | Melhor filme                                                   | —                                                         | Indicado  |
| MTV Movie Awards                            | Melhor performance masculina                                   | Will Smith                                                | Indicado  |
| MTV Movie Awards                            | Melhor revelação                                               | Vivica A. Fox                                             | Indicado  |
| MTV Movie Awards                            | Melhor beijo                                                   | Will Smith e Vivica A. Fox                                | Venceu    |
| Grammy                                      | Melhor trilha sonora em mídia visual                           | David Arnold                                              | Venceu    |
| Prêmios Satellite                           | Melhores efeitos visuais                                       | Volker Engel, Douglas Smith, Clay Pinney e Joe Viskocil   | Venceu    |
| Prêmios Satellite                           | Melhor edição                                                  | David Brenner                                             | Venceu    |
| Mainichi Film Awards                        | Melhor filme estrangeiro                                       | —                                                         | Venceu    |
| Prêmios da Academia do Japão                | Melhor filme estrangeiro                                       | —                                                         | Indicado  |
| Amandaprisen                                | Melhor filme estrangeiro                                       | —                                                         | Indicado  |
| Blockbuster Entertainment Awards            | Ator favorito – Ficção Científica                              | Will Smith                                                | Venceu    |
| Universe Reader's Choice Awards             | Melhor ator                                                    | Will Smith                                                | Venceu    |
| Universe Reader's Choice Awards             | Melhor atriz coadjuvante                                       | Vivica A. Fox                                             | Venceu    |
| Universe Reader's Choice Awards             | Melhor filme de ficção científica                              | —                                                         | Venceu    |
| Universe Reader's Choice Awards             | Melhores efeitos especiais                                     | Volker Engel, Douglas Smith, Clay Pinney e Joe Viskocil   | Venceu    |
| Universe Reader's Choice Awards             | Melhor diretor                                                 | Roland Emmerich                                           | Venceu    |
| Universe Reader's Choice Awards             | Melhor trilha sonora                                           | David Arnold                                              | Venceu    |
| Universe Reader's Choice Awards             | Melhor fotografia                                              | Karl Walter Lindenlaub                                    | Venceu    |
| Universe Reader's Choice Awards             | Melhor roteiro                                                 | Roland Emmerich e Dean Devlin                             | Venceu    |
| Framboesa de Ouro                           | Pior filme feito que arrecadou mais de US$ 100 milhões         | Roland Emmerich e Dean Devlin                             | Indicado  |
| Stinkers Bad Movie Awards                   | Pior roteiro feito que arrecadou mais de US$ 100 milhões       | Roland Emmerich e Dean Devlin                             | Indicado  |
| Stinkers Bad Movie Awards                   | Pior filme                                                     | Roland Emmerich e Dean Devlin                             | Indicado  |
| Online Film & Television Association Awards | Melhor filme de ficção científica/fantasia de terror           | Dean Devlin                                               | Indicado  |
| Online Film & Television Association Awards | Melhor ator num filme de terror, ficção científica ou fantasia | Will Smith                                                | Indicado  |
| Online Film & Television Association Awards | Melhor edição                                                  | David Brenner                                             | Indicado  |
| Online Film & Television Association Awards | Melhor som                                                     | Chris Carpenter Bill W. Benton Bob Beemer Jeff Wexler     | Indicado  |
| Online Film & Television Association Awards | Melhores efeitos sonoros                                       | Sandy Gendler & Val Kuklowsky                             | Indicado  |
| Online Film & Television Association Awards | Melhores efeitos visuais                                       | Volker Engel Douglas Smith Clay Pinney Joe Viskocil       | Indicado  |

### Legado
Os elementos de desastre retratados em Twister e Independence Day (ambos lançados em 1996) representaram um ponto de virada significativo para os filmes de grande sucesso de Hollywood. Com os avanços nos efeitos especiais gerados por computador, eventos que retratam destruição em massa tornaram-se comuns em filmes que logo se seguiram, como Dante's Peak e Volcano (ambos de 1997), bem como Impacto Profundo e Armageddon (ambos de 1998). Essa tendência continuou ao longo dos anos 2000 e 2010, evidente em três filmes posteriores de Emmerich como O Dia Depois de Amanhã (2004), 2012 (2009) e White House Down (2013), bem como outros sucessos de bilheteria como Titanic (1997), Transformers (2007) e The Avengers (2012).

## Em outras mídias

### Livros
O autor Stephen Molstad escreveu um romance vinculado para ajudar a promover o filme pouco antes de seu lançamento. O romance entra em mais detalhes sobre os personagens, situações e conceitos gerais não explorados no filme. A obra apresenta o final do filme conforme o roteiro original, com o personagem interpretado por Randy Quaid roubando um míssil e amarrando-o em seu biplano agrícola.
Após o sucesso do filme, um romance em prequela intitulado Independence Day: Silent Zone foi escrito por Molstad em fevereiro de 1998. A história do livro se passa no final dos anos 1960 e início dos anos 1970 e detalha o início da carreira do Dr. Brackish Okun.
Molstad escreveu um terceiro livro, Independence Day: War in the Desert em julho de 1999. Ambientado na Arábia Saudita em 3 de julho, ele gira em torno do capitão Cummins e do coronel Thompson, os dois oficiais da Força Aérea Real vistos recebendo a mensagem em código Morse no filme. Uma história em quadrinhos da Marvel também foi escrita com base nas duas primeiras novelizações.

### Adaptação radiofônica
Em 4 de agosto de 1996, a estação de rádio britânica BBC Radio 1 transmitiu uma peça com duração de uma hora intitulada Independence Day UK, escrita, produzida e dirigida por Dirk Maggs, que era um spin-off do filme que retratava a invasão alienígena de uma perspectiva britânica. Nenhum membro do elenco original participou da peça. Dean Devlin deu permissão a Maggs para produzir uma versão original, com a condição de que ele não revelasse certos detalhes da trama do filme e que os britânicos não fossem retratados como salvadores do planeta. Independence Day UK foi criado para ser semelhante à transmissão de rádio de 1938 de A Guerra dos Mundos, sendo que os primeiros vinte minutos da atração foram transmitidos ao vivo.

### Jogos
Um jogo de videogame sobre o filme foi lançado em fevereiro de 1997 para as plataformas PlayStation, Sega Saturn e PC e foi recebido com críticas mistas. O jogo contém várias missões a serem executadas, com o objetivo final de destruir a arma primária dos alienígenas. Uma máquina de pinball com o tema do filme foi lançada pela Sega em junho de 1996.

## Sequência e projeto de franquia cancelado
Em junho de 2011, Devlin confirmou que ele e Emmerich escreveram um tratamento para duas sequências para formar uma trilogia; ambos expressaram o desejo de que Will Smith voltasse. Em outubro de 2011, no entanto, as discussões sobre o retorno de Smith foram interrompidas, devido à recusa da Fox em fornecer um cachê de US$ 50 milhões exigido por Smith para as duas sequências. Emmerich, no entanto, garantiu que os filmes seriam filmados numa produção só, independentemente do envolvimento de Smith.
Em março de 2013, Emmerich afirmou que os títulos dos novos filmes seriam "ID: Forever – Part I" e "ID: Forever – Part II". Em novembro de 2014, a sequência recebeu aprovação da 20th Century Fox, com data de lançamento agendada para 24 de junho de 2016. Esta seria uma sequência autônoma, que não se dividiria em duas partes como originalmente planejado, com as filmagens começando em maio de 2015 e o elenco sendo planejado depois que o estúdio fechou com Emmerich novamente como diretor. Em 22 de junho de 2015, Emmerich anunciou o título definitivo: Independence Day: Resurgence.
Com relação à decisão de Smith de não voltar para filmar a sequência, Emmerich disse: "No começo, eu queria trabalhar com ele e ele estava animado por estar no projeto, mas depois de um tempo ele estava indisposto [...], fora que ele havia feito outro filme de ficção científica junto com seu filho, Depois da Terra, então ele optou por sair".
Resurgence foi lançado em 24 de junho de 2016. Ao contrário do primeiro filme, se tornou um fracasso crítico e comercial, tornando improváveis futuras sequências. Além disso, em março de 2018, o LRM Online relatou que, durante uma entrevista com o produtor Dean Devlin na WonderCon onde ele foi questionado sobre a situação de um eventual terceiro filme, Devlin respondeu: "Não sei. Não sei. Atualmente estou sem planos de fazer outro". Um ano depois, Emmerich afirmou que assim que a The Walt Disney Company comprou a Fox, ele pensou que as chances de um terceiro filme haviam acabado, mas ainda tinha esperanças de que o projeto pudesse acontecer devido à preferência da Disney por filmes de franquia.